# Historia de San Martín y de la emancipación sudamericana
Historia de San Martín y de la Emancipación Sud-americana es una biografía de José de San Martín, escrita por Bartolomé Mitre en 1869 y editada en 1887. Junto con su biografía de Manuel Belgrano, es una de las primeras y más importantes obras de la historiografía argentina, base de la llamada "historia mitrista".

## Contexto histórico
Durante la segunda mitad del siglo XIX, la Argentina había dejado atrás la Guerra de la Independencia y los tiempos más duros de la guerra civil. Uno de los temas pendientes fue definir al Padre de la Nación, que enfrentó Bartolomé Mitre. El primero así definido fue Bernardino Rivadavia, que fue Presidente de la Argentina en 1826.
Sin embargo, Rivadavia era un estadista sin carrera militar. Mitre buscó crear un padre militar de la Nación, para complementar a Rivadavia, y escribió Historia de Belgrano y de la Independencia Argentina, una biografía de Manuel Belgrano. Este intento no resultó del todo efectivo, ya que Belgrano había proporcionado las principales victorias en las batallas de Tucumán y Salta, pero fue derrotado en expedición al Paraguay y toda la segunda campaña del Alto Perú.

## El libro
Mitre comenzó a trabajar en la biografía de San Martín justo después de terminar su Presidencia. Escribió sobre su proyecto inicial a Mariano Balcarce, esposo de Mercedes San Martín. Pensaba escribir dos libros, «Historia de San Martín» de 1812 a 1822, desde la llegada a Buenos Aires hasta la conferencia de Guayaquil, y «El ostracismo y la apoteosis del General San Martín», con su vida posterior. Recibió de Balcarce los documentos personales de San Martín que estaban en Europa.
Sin embargo, a diferencia del caso de Rivadavia, el apoyo de San Martín a la integración latinoamericana contradecía el fuerte centralismo del partido de gobierno. Como resultado, Mitre modificó detalles sobre su biografía. Las guerras hispanoamericanas de independencia no son tratadas como una revolución continental, sino como una revolución argentina que extiende la libertad a Chile y Perú. Bolívar es retratado como un conquistador, anexando a los nuevos países libres en una unidad artificial. La guerra se describe para ser separatista desde el principio, y alentada y apoyada por Gran Bretaña. Sin embargo, en el caso de San Martín, este escenario podría parecer contradictorio, ya que había dejado América cuando era niño y sirvió para el ejército español durante 22 años. Como resultado, su carrera militar en España se resume en seis páginas (el libro tiene más de seiscientas), dando muy poco detalle sobre los hechos anteriores de su llegada a Buenos Aires. En cuanto a la razón de su salida del ejército español para unirse a los sudamericanos, el libro describe que «decidió regresar a su lejana nación, que siempre había amado como verdadera madre, para ofrecerle su espada Y dedicarle su vida». Lo que da a entender que sus primeros seis años que en América formaron su personalidad más que los veintiocho que había vivido hasta ese momento en España. Este punto generó controversia entre los historiadores.
El segundo volumen proyectado nunca fue escrito. El historiador Norberto Galasso considera que sus últimos años estuvieron llenos de hechos que contradicen el retrato de San Martín que Mitre deseaba mostrar: su rivalidad con Rivadavia; su rechazo a la ejecución de Manuel Dorrego y su conflicto con Juan Lavalle; su apoyo a Juan Manuel de Rosas (le regaló su espada) y su repudio a los bloqueos franceses y anglo-francés y al papel de los unitarios en ellos.